# 高拯民
高拯民（1931年—1992年5月12日），男，江苏海门人，中国科学院林业土壤研究所研究员、原所长，曾任中国环境科学学会常务理事。